# IPA magyar nyelvre
Ez a szócikk a nemzetközi fonetikai ábécé (IPA) magyar nyelvre történő alkalmazásáról szól.
A magyar nyelvben – mivel nagyjából fonetikusan írunk – azonos írású betűk kiejtése is azonos néhány kivételtől és az idegen szavaktól eltekintve. Tehát a magyarban az a betűt mindig anak [ɒ], a b-t mindig bének [b] ejtjük, kivéve amikor a mássalhangzó-törvényszerűségek lépnek érvénybe (ilyenre példa, amikor a vitézséget vitésségnek [ˈviteːʃːeːg], a mosdót mozsdónak [ˈmoʒdoː], a pontyot ponytynak [poɲc] ejtjük).
Ezért jelen esetben elegendő felsorolni a betűk kiejtését:
| A továbbiak megértéséhez feltétlenül szükséges: |       | |
| jel                                             | képen | jelentés                                                                                              |
| ː                                               |       | Az előtte álló hang hosszú ejtését jelöli.                                                            |
| ˈ                                               | '     | Az utána következő szótag a hangsúlyos.                                                               |
| .                                               | .     | Szótagelválasztó, pl. két külön szótagban található magánhangzók között. Ha nem szükséges elhagyható. |

## A magyar ábécé betűinek átírása
| A betű | IPA-jele | képen | példa szó                                                                                | megjegyzés |
| ------ | -------- | ----- | ---------------------------------------------------------------------------------------- | --- |
| a      | ɒ        |       | alma [ˈɒlmɒ]                                                                             | Palóc nyelvjárásban „rövid á”-nak [a] ejtik. Egyes források az [ɔ] jellel jelölik. |
| á      | aː       |       | ág [aːg]                                                                                 | A magyarban előfordul az á rövid változata is egyes külföldi eredetű szavakban (jele: ȧ), de ez helyettesíthető a vagy á hangokkal, pl: mȧrketing, Mȧx, kȧritȧsz. Jelentésmegkülönböztető szerepe azonban csak a haló–hȧló–háló esetében van. Csak akkor jelöljük, ha hangsúlyozni akarjuk a rövidséget. |
| b      | b        |       | bab [bɒb]                                                                                | |
| c      | t͡s       |       | cica [ˈt͡sit͡sɒ]                                                                           | Máshogy is létrejöhet. Pl.: játssz [jaːt͡sː]. Csak két jellel (t+s=t͡s) írható le. |
| cs     | t͡ʃ       |       | csacsi [ˈt͡ʃɒt͡ʃi]                                                                         | Máshogy is létrejöhet. Pl.: hajts [hɒjt͡ʃ]. Csak két jellel (t+ʃ=t͡ʃ) írható le. |
| d      | d        |       | dúdol [ˈduːdol]                                                                          | Máshogy is létrejöhet. Pl.: futball [ˈfudbɒlː]. |
| dz     | d͡z       |       | edz [ɛd͡z]                                                                                | Csak két jellel (d+z=d͡z) írható le. |
| dzs    | d͡ʒ       |       | bridzs [brid͡ʒ]                                                                           | Csak két jellel (d+ʒ=d͡ʒ) írható le. |
| e      | ɛ        |       | Dániel [ˈdaːni.ɛl]                                                                       | |
| é      | eː       |       | ég [eːg]                                                                                 | |
| f      | f        |       | fogy [foɟ]                                                                               | |
| g      | ɡ        |       | agg [ɒɡː]                                                                                | |
| gy     | ɟ/ɟʝ     |       | fogy [foɟ]/[foɟʝ]                                                                        | Régebben gyakran dj formában írták. Máshogy is létrejöhet. Pl.: mindjárt [ˈmiɲɟaːrt]. A gy korábbi ejtése – egyes nyelvjárásokban még ma is – közelebb állt a dzs-hez, ezt tükrözi mai írásképe. Különböző források különböző jelekkel írják, néhol csak [ɟ], néhol [ɟʝ]. Lásd még: „ty”.                |
| h/ch   | h/ç/x    | /     | hagy [hɒɟ] / ihlet [ˈiçlɛt] / Allah [ˈalːax] v. magyarosan [ˈɒlːɒx], technika [ˈtɛxnikɒ] | A h egyszerű magyar h-t jelöli, míg a x sokkal keményebb, és lényegesen ritkábban fordul elő. Míg a [x] veláris (hátul képzett) hang, addig a [ç] egy szájpadlás-réshang, ejtés hasonlít egy kissé jésített, palatalizált [x] hanghoz.                                                                   |
| i      | i        |       | iszik [ˈisik]                                                                            | Magánhangzó mellett gyakran félhangzósodik, pl. Dániel [daːnjɛl], Marianna [mɒrjɒnːɒ] |
| í      | iː       |       | ír [iːr]                                                                                 | |
| j      | j/ç      | /     | jel [jɛl] / lépj [leːpç]                                                                 | Ez utóbbi csak helyzetfüggő hangtani változat, csak bizonyos helyzetben áll elő. |
| k      | k        |       | kar [kɒr]                                                                                | |
| l      | l        |       | láb [laːb]                                                                               | |
| ly     | j        |       | lyuk [juk]                                                                               | Eredetileg az – egyes nyelvjárásokban még ma is meglévő – palatalizált (jésített) l hangot ([ʎ]) jelölte. |
| m      | m        |       | munka [ˈmuŋkɒ]                                                                           | |
| n      | n/ŋ      | /     | nagy [nɒɟ] / Ungvár [ˈuŋgvaːr]                                                           | Alapvetően n-t ejtünk, az ŋ-t csak az ng és nk betűkapcsolatokban hangoztatjuk. |
| ny     | ɲ        |       | nyár [ɲaːr]                                                                              | Régebben gyakran nj formában írták. Máshogy is elérhető. Pl.: ponty [poɲc], anyja [ɒɲːɒ]. |
| o      | o        |       | olvas [ˈolvɒʃ]                                                                           | |
| ó      | oː       |       | óra [ˈoːrɒ]                                                                              | |
| ö      | ø        |       | ördög [ˈørdøg]                                                                           | |
| ő      | øː       |       | őr [øːr]                                                                                 | |
| p      | p        |       | papír [ˈpɒpiːr]                                                                          | |
| q      | k        |       | becquerel [ˈbɛkɛrɛl]                                                                     | Magyar szavakban nem fordul elő, csak néhány jövevényszóban szerepel. |
| r      | r        |       | radír [ˈrɒdiːr]                                                                          | A mai magyarban az egyperdületű [ɾ] ejtésmód is előfordul. |
| s      | ʃ        |       | sas [ʃɒʃ]                                                                                | |
| sz     | s        |       | szász (nemzetiség) [saːs]                                                                | |
| t      | t        |       | (hajó)tat [tɒt]                                                                          | |
| ty     | c/cç     |       | tyúk [cuːk]/[cçuːk]                                                                      | Régebben gyakran tj formában írták. Különböző források különbözőképpen jelölik. Néhol csak [c], néhol [cç]. Lásd még: „gy”. |
| u      | u        |       | Ubul [ˈubul]                                                                             | |
| ú      | uː       |       | úszik [ˈuːsik]                                                                           | |
| ü      | y        |       | ül [yl]                                                                                  | |
| ű      | yː       |       | űr [yːr]                                                                                 | |
| v      | v        |       | vaj [vɒj]                                                                                | |
| w      | v        |       | watt [vɒtː]                                                                              | Magyar szavakban nem fordul elő, csak néhány jövevényszóban és névben szerepel. |
| x      | ks       |       | textil [ˈtɛkstil]                                                                        | Magyar szavakban nem fordul elő, csak néhány jövevényszóban és névben szerepel. |
| y      | i/j      | /     | Ady [ˈɒdi] / yard [jɒrd]                                                                 | Magyar szavakban önmagában nem fordul elő, csak néhány jövevényszóban és névben szerepel. |
| z      | z        |       | Zoltán [ˈzoltaːn]                                                                        | |
| zs     | ʒ        |       | zsúr [ʒuːr]                                                                              | |

## Hagyományos írásmódú szavak kiejtése
Az alábbi táblázat a hagyományos írásmódú magyar szavakban, főként családnevekben előforduló betűk és ma már nem használt betűkapcsolatok kiejtését tartalmazza. Nem szerepelnek benne az idegen (ógörög, latin, illetve angol, német stb.) helyesírás szerint használt szakszavak és családnevek, mivel utóbbiakra főként annak a nyelvnek a szabályai vonatkoznak, ahonnan erednek. Az IPA-átírás mellett szerepel a korabeli helyesírással jelölt hang mai jelölése. Általában elmondható, hogy a legtöbb elavult digráf és korabeli hangértéke között egyértelmű a megfeleltetés. Fontosabb csoportok a néma h-val írt t és g (th, gh), a hosszan ejtendő kettőzött magánhangzók (aa, aá, oó stb.), a röviden ejtendő kettőzött mássalhangzók (ss, pp, ff, tth) és néhány más hang hagyományos írásmódja (ch, cz, z, s, x). Legproblémásabb a szó végi ipszilon, amely az -i melléknévképzőnek felel meg: a szó végi -g, -l, -n, -t betűkhöz kapcsolódó y lehet melléknévképző, digráf tagja vagy akár mindkettő. Néhány névben tréma (¨) mutatja, hogy az ipszilon önálló hangot jelöl (ÿ).
| Betű(kapcsolat) | IPA (html) | IPA (fájl)    | Mai írás | Példa szó                                    | átírása (IPA)                                        | átírása (mai)                        | Megjegyzés                                                                        |
| --------------- | ---------- | ------------- | -------- | -------------------------------------------- | ---------------------------------------------------- | ------------------------------------ | --------------------------------------------------------------------------------- |
| aá              | aː         |               | á        | Gaál Paál                                    | [gaːl] [paːl]                                        | gál pál                              |                                                                                   |
| ch              | t͡ʃ         |               | cs       | Cházár Széchenyi Zichy                       | [ˈt͡ʃaːsaːr] [ˈseːt͡ʃeːɲi] [ˈzit͡ʃi]                    | császár szécsényi zicsi              |                                                                                   |
| cz              | t͡s         |               | c        | Czuczor Móricz                               | [ˈt͡sut͡sor] [ˈmoːrit͡s]                                | cucor móric                          | A cz digráf használatát az 1922-ben kiadott helyesírási szabályzat szüntette meg. |
| eé              | eː         |               | é        | Veér                                         | [veːr]                                               | vér                                  |                                                                                   |
| eö              | ø          |               | ö        | Eötvös Eördögh Eörsi                         | [ˈøtvøʃ] [ˈørdøg] [ˈørʃi]                            | ötvös ördög örsi                     |                                                                                   |
| ew              | ø          | Thewrewk      | ö        | [ˈtørøk]                                     | török                                                |                                      |                                                                                   |
| ew              | øː         |               | ő        | Dessewffy                                    | [ˈdɛʒøːfi]                                           | dezsőfi                              |                                                                                   |
| eő              | øː         | Eőry Zeőke    | ő        | [ˈøːri] [ˈsøːkɛ]                             | őri szőke                                            |                                      |                                                                                   |
| ff              | f          |               | f        | Bánffy Dessewffy Mártonffy Pálffy            | [ˈbaːnfi] [ˈdɛʒøːfi] [ˈmaːrtonfi] [ˈpaːlfi]          | bánfi dezsőfi mártonfi pálfi         |                                                                                   |
| gh              | g          |               | g        | Eördögh Vargha Vastagh Végh                  | [ˈørdøg] [ˈvɒrgɒ] [ˈvɒʃtɒg] [veːg]                   | ördög varga vastag vég               |                                                                                   |
| ll              | l          |               | l        | Széll                                        | [seːl]                                               | szél                                 |                                                                                   |
| oó              | oː         |               | ó        | Csoóri Joó Soós                              | [t͡ʃoːri] [joː] [ʃoːʃ]                                | csóri jó sós                         |                                                                                   |
| pp              | p          |               | p        | Papp                                         | [pɒp]                                                | pap                                  |                                                                                   |
| s               | ʒ          |               | zs       | Dósa Balás Jósika                            | [ˈdoːʒɒ] [ˈbɒlaːʒ] [ˈjoːʒikɒ]                        | dózsa balázs józsika                 |                                                                                   |
| ss              | ʃ          |               | s        | Egressy Kiss Kossuth Passuth Wass Wesselényi | [ˈɛgrɛʃi] [kiʃ] [ˈkoʃut] [ˈpɒʃut] [vɒʃ] [ˈvɛʃɛleːɲi] | egresi kis kosut pasut vas veselényi |                                                                                   |
| ss              | ʒ          |               | zs       | Dessewffy                                    | [ˈdɛʒøːfi]                                           | dezsőfi                              |                                                                                   |
| th              | t          |               | t        | Kossuth Tóth Pethő Thaly Thököly             | [ˈkoʃut] [toːt] [ˈpɛtøː] [ˈtɒli] [ˈtøkøli]           | kosut tót pető tali tököli           |                                                                                   |
| tth             | t          | Totth Platthy | t        | [toːt] [ˈplɒti]                              | tót plati                                            |                                      |                                                                                   |
| tthy            | cː         |               | tty      | Batthyány                                    | [ˈbɒcːaːɲi]                                          | battyányi                            |                                                                                   |
| w               | v          |               | v        | Wesselényi Weöres Wass                       | [ˈvɛʃɛleːɲi] [ˈvørøʃ] [vɒʃ]                          | veselényi vörös vas                  |                                                                                   |
| x               | kʃ         |               | ks       | Paxi Taxonyi Texe                            | [ˈpɒkʃi] [ˈtɒkʃoɲi] [ˈtɛkʃɛ]                         | paksi taksonyi tekse                 | Egy betű két hangzót jelöl.                                                       |
| y               | i          |               | i        | Ybl Kölcsey                                  | [iːbl] [ˈkølt͡ʃe.i]                                   | ibl kölcsei                          |                                                                                   |
| ÿ               | i          |               | i        | Hutÿra Méhelÿ Verebélÿ                       | [ˈhutirɒ] [ˈmeːhɛli] [ˈvɛrɛbeːji]                    | hutira méheli verebéji               |                                                                                   |
| z               | s          |               | sz       | Cházár Zenthe Zontágh                        | [ˈt͡ʃaːsaːr] [ˈsɛntɛ] [ˈsontaːg]                      | császár szente szontág               |                                                                                   |